# Бертіль Рос
Бертіль Рос (швед. Bertil Roos, 12 жовтня 1943, Гетеборг – 31 березня 2016) — шведський автогонщик, учасник чемпіонату світу з автогонок у класі «Формула-1».

## Біографія
Спочатку працював інструктором у школі з навчання водінню автомобілів. У 1973 році виграв чемпіонський титул північноамериканської «Формули-Супер-Ві», у 1973–1974 роках п'ять разів стартував у європейському чемпіонаті «Формули-2» (найкращий результат — шосте місце на етапі в Гоккенгаймі в 1974 році). Також брав участь у канадському чемпіонаті «Формули-Атлантик». На Гран-прі Швеції 1974 замінив Брайана Редмана в команді «Формули-1» «Shadow», кваліфікувався на 23 стартовому місці (його напарник Жан-П'єр Жар'є стартував восьмим), а під час гонки зійшов уже на другому колі через поломку трансмісії. У зв'язку зі слабким результатом місце другого пілота «Shadow» у наступній гонці було віддано Тому Прайсу, а Рос повернувся до північноамериканського чемпіонату «Формули-Атлантик». Після закінчення гоночної кар'єри відкрив власну гоночну школу, розташовану в штаті Пенсільванія, США.

## Результати гонок у Формулі-1
| Рік  | Команда                | Шасі       | Двигун      | 1   | 2   | 3   | 4   | 5   | 6   | 7        | 8   | 9   | 10  | 11  | 12  | 13  | 14  | 15  | Місце в чемпіонаті | Очки в чемпіонаті |
| ---- | ---------------------- | ---------- | ----------- | --- | --- | --- | --- | --- | --- | -------- | --- | --- | --- | --- | --- | --- | --- | --- | ------------------ | ----------------- |
| 1974 | UOP Shadow Racing Team | Shadow DN3 | Cosworth V8 | АРГ | БРА | ПІВ | ІСП | БЕЛ | МОН | ШВЕ Схід | НІД | ФРА | ВЕЛ | НІМ | АВТ | ІТА | КАН | США | НКЛ                | 0                 |